# Непорочные (фильм)
«Непорочные» (фр. Les Innocentes) — французский художественный фильм, снятый в 2016 году режиссёром Анн Фонтен по сценарию Сабрины Б. Карине, Паскаля Боницера, Анн Фонтен и Алиса Вьяль по оригинальной идее Филиппа Майниаля, основанной на истории своей тёти, сотрудника французского Красного Креста доктора Маделин Поляк, служившей в Польше после Второй мировой войны. Премьера фильма состоялась на кинофестивале Санденс в январе 2016 года. В некоторых странах фильм шёл под прокатным названием «Агнцы Божьи».

## Сюжет
Польша, первая зима после окончания войны. Французский Красный крест занимается репатриацией своих граждан, уцелевших в концлагерях, временно размещая их в больнице. Туда прибывает юный врач Матильда Больё. Однажды из ближайшего женского монастыря приходит просьба о помощи. Одной из монахинь требуется срочная операция. Так для Матильды начинается череда страшных и шокирующих событий, которых она не могла себе даже представить.

## В ролях
- Лу де Лааж — Матильда Больё
- Агата Бузек — сестра Мария
- Агата Кулеша — мать-настоятельница
- Венсан Макен — Самуэль
- Тома Куман — Гаспар
- Иоанна Кулиг — Ирена
- Катаржина Дабровска — сестра Анна
- Паскаль Элсо — полковник

## Награды и номинации
| Премия                                                   | Категория                    | Номинант                                                    | Результат |
| -------------------------------------------------------- | ---------------------------- | ----------------------------------------------------------- | --------- |
| Сезар                                                    | Лучший фильм                 |                                                             | Номинация |
| Сезар                                                    | Лучшая режиссура             | Анн Фонтен                                                  | Номинация |
| Сезар                                                    | Лучший оригинальный сценарий | Сабрина Б. Карине, Алиса Вьяль, Паскаль Боницер, Анн Фонтен | Номинация |
| Сезар                                                    | Лучшая операторская работа   | Каролина Шанпетье                                           | Номинация |
| Норвежский кинофестиваль                                 | Andreas Award                | Анн Фонтен                                                  | Победа    |
| Международный фестиваль независимого кино в Провинстауне | Audience Award               | Анн Фонтен                                                  | Победа    |
| Международный кинофестиваль в Вальядолиде                | Премия ФИПРЕССИ              |                                                             | Победа    |
| Международный кинофестиваль в Вальядолиде                | Лучший фильм                 |                                                             | Номинация |